# 물상추
물상추(학명: Pistia stratiotes)는 아프리카 수계 원산인 수생식물이자 물상추족 물상추속(Pistia)의 유일종이다. 기원은 불확실하지만 범열대(pantropical)일 것으로 추정된다. 아프리카의 빅토리아호 근처 나일강에서 발견된 식물에서 처음으로 과학적으로 기술되었다. 현재 자연적으로 또는 인간의 유입을 통해 거의 모든 열대 및 아열대 담수 수로에 존재하며 침입종이자 모기 번식 서식지로 간주된다. 종명은 "군인"을 의미하는 그리스어 στρατιώτις에서 파생되었다. 나일강·빅토리아호와 같은 북-중앙아프리카의 수원지에 서식하였으며 현재는 전세계의 온·열대지방에 널리 분포한다.

## 같이 보기
- 파이토리메디이에이션